# السمندل المرح
السمندل المرح مسلسل رسوم متحركة كندي عرض لأول مره في 7 فبراير 1997 واستمر عرضه حتى 31 ديسمبر 1999 تمت دبلجة المسلسل للغة العربية وعرض على عدة قنوات عربية .

## روابط خارجية
- السمندل المرح على موقع IMDb (الإنجليزية)
- السمندل المرح على موقع كينوبويسك (الروسية)
- السمندل المرح على موقع ألو سيني (الفرنسية)
- السمندل المرح على موقع قاعدة بيانات الفيلم (الإنجليزية)